# 普拉托
普拉托（義大利語：Prato，義大利語：[ˈpraːto] ⓘ）位于意大利中部，是托斯卡纳大区普拉托省的首府。人口18万多，为托斯卡纳大区第二大城市，意大利中部第三大城市，仅次于罗马和佛罗伦萨。
自1950年代以来，该市接受了大量的移民，最初来自意大利南部，后来来自国外，其中最突出的是1980年代末开始抵达的华人移民。

## 歷史

### 古代
考古發現已證實早於舊石器時代，普拉托一帶已有人聚居。後來伊特魯里亞人定居於此。到古羅馬時代，普拉托又被羅馬人吞併，為羅馬帝國一部分。

### 中世紀
中世紀早期，普拉托先後被拜占庭帝國和倫巴底人佔據。當時普拉托已是羊毛和紡織業中心，因此到1351年，城市落入佛羅倫斯共和國手裡。

### 現代
普拉托於1653年獲得城市地位。
十九世紀末普拉托成意大利王國一部分。其時紡織業之發達，使城市人口到1901年，達50,000之多。1992年，成普拉托省一部分。

### 华人移民
普拉托拥有意大利第二多的华人移民，仅次于米兰。到2008年年底，该市合法的华人居民为9,927人。 当地政府估计居住在普拉托的华人数量大约为45,000人（包括非法移民）。大多数华人来自浙江省的温州。其中有一些是从巴黎唐人街迁居此处。在20世纪90年代初，第一名华人来到普拉托。大多数华人在服装行业的3,500个作坊工作。唐人街位于该市的西部。到2008年9月，有3100多个中国企业在当地商会注册。 其中大部分位于Macrolotto di Iolo工业园区。在2010年对雇用非法移民工厂的扫荡揭露了这一真相：普拉托服装业的增长是基于便宜，有时是非法的劳工。

## 景点
普拉托拥有许多博物馆和其他文化古迹。
- 路易吉·佩奇当代艺术中心
- 普拉托主教座堂
- 圣味增爵斐勒略圣加大肋纳利奇圣殿
- 卡尔切里圣母圣殿
- 皇帝城堡
- 驱逐出境博物馆
- 阿尔贝蒂宫
- 普拉托纺织博物馆

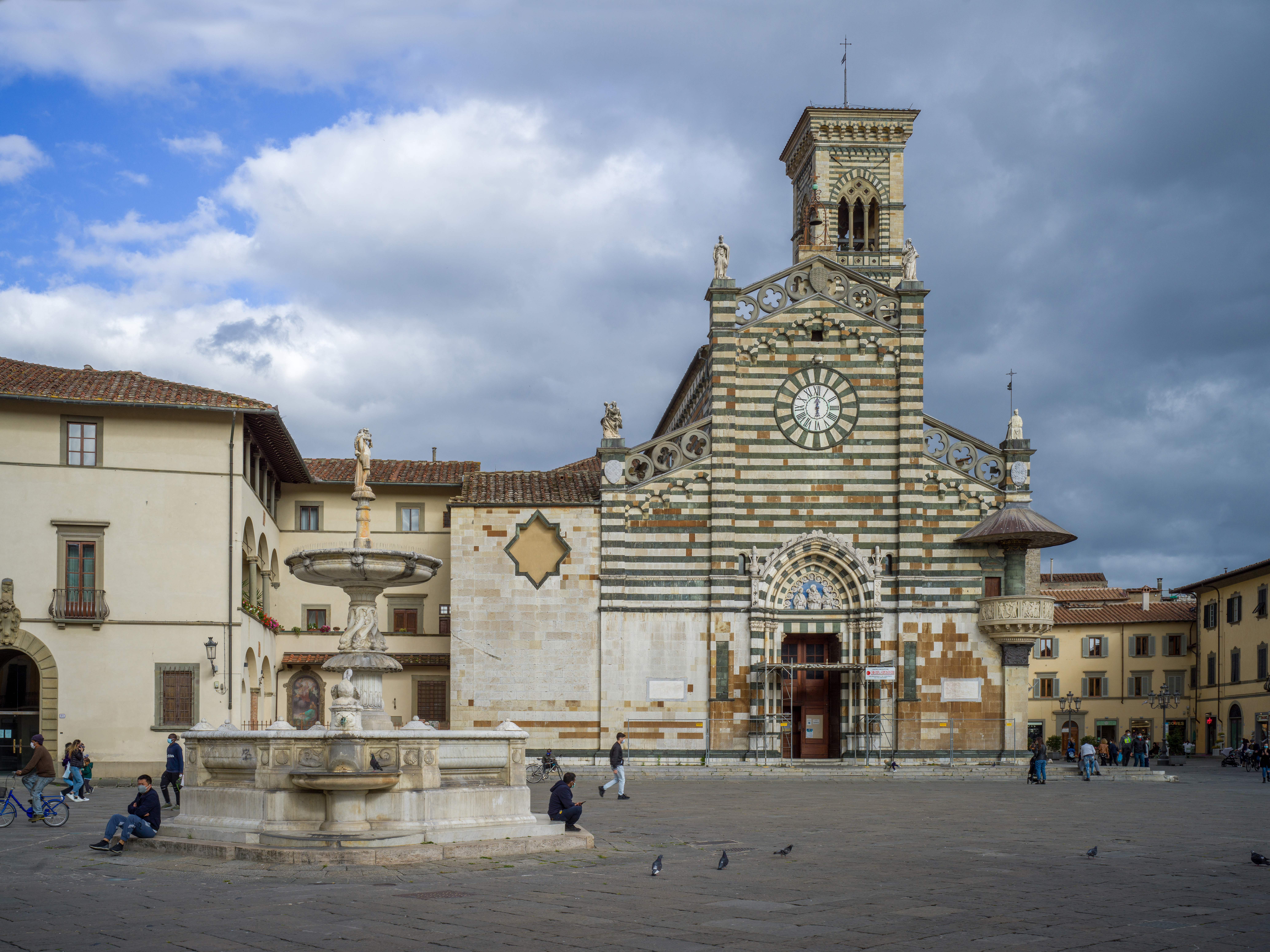
普拉托主教座堂及廣場
皇帝城堡
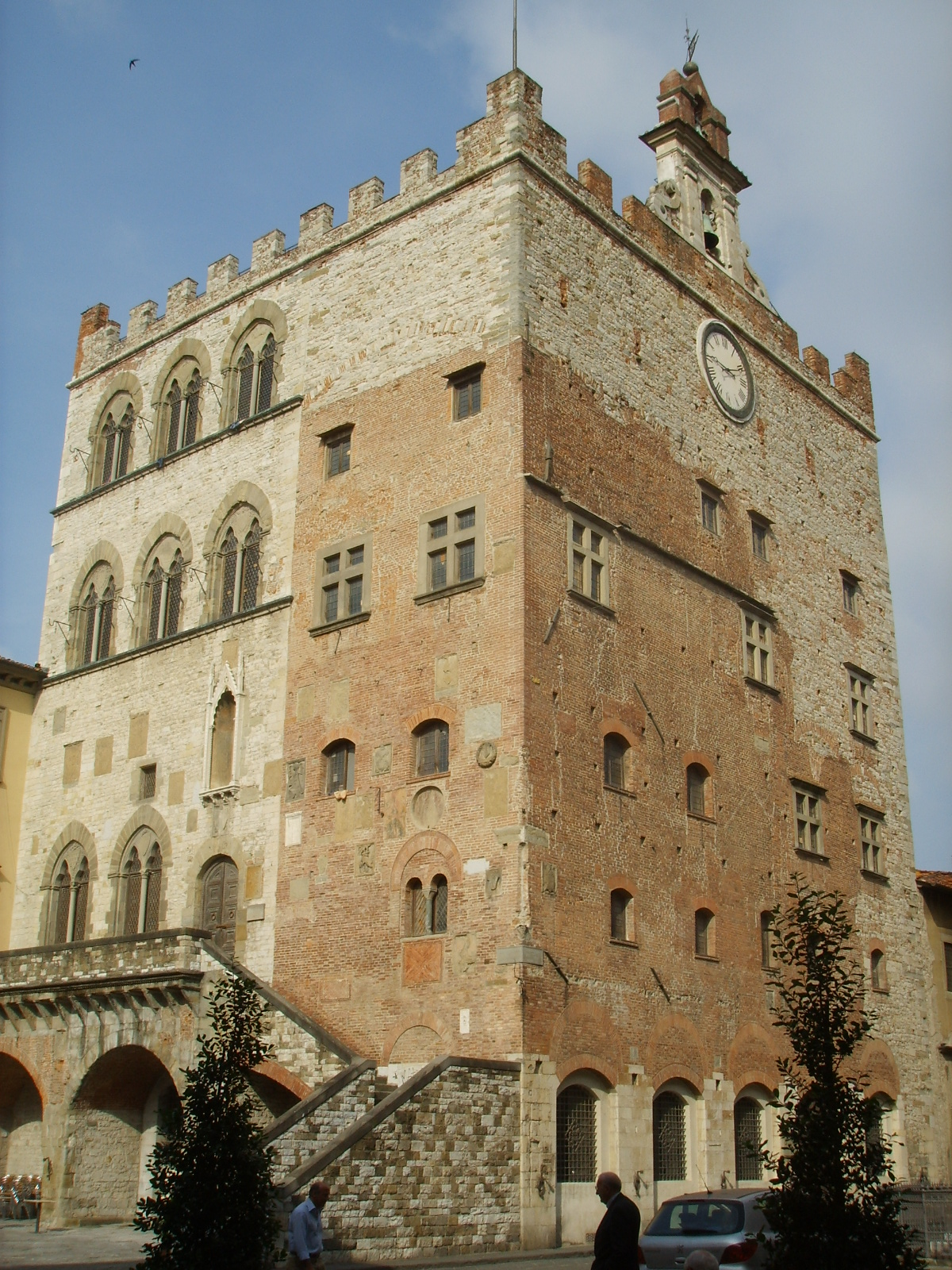
領主府
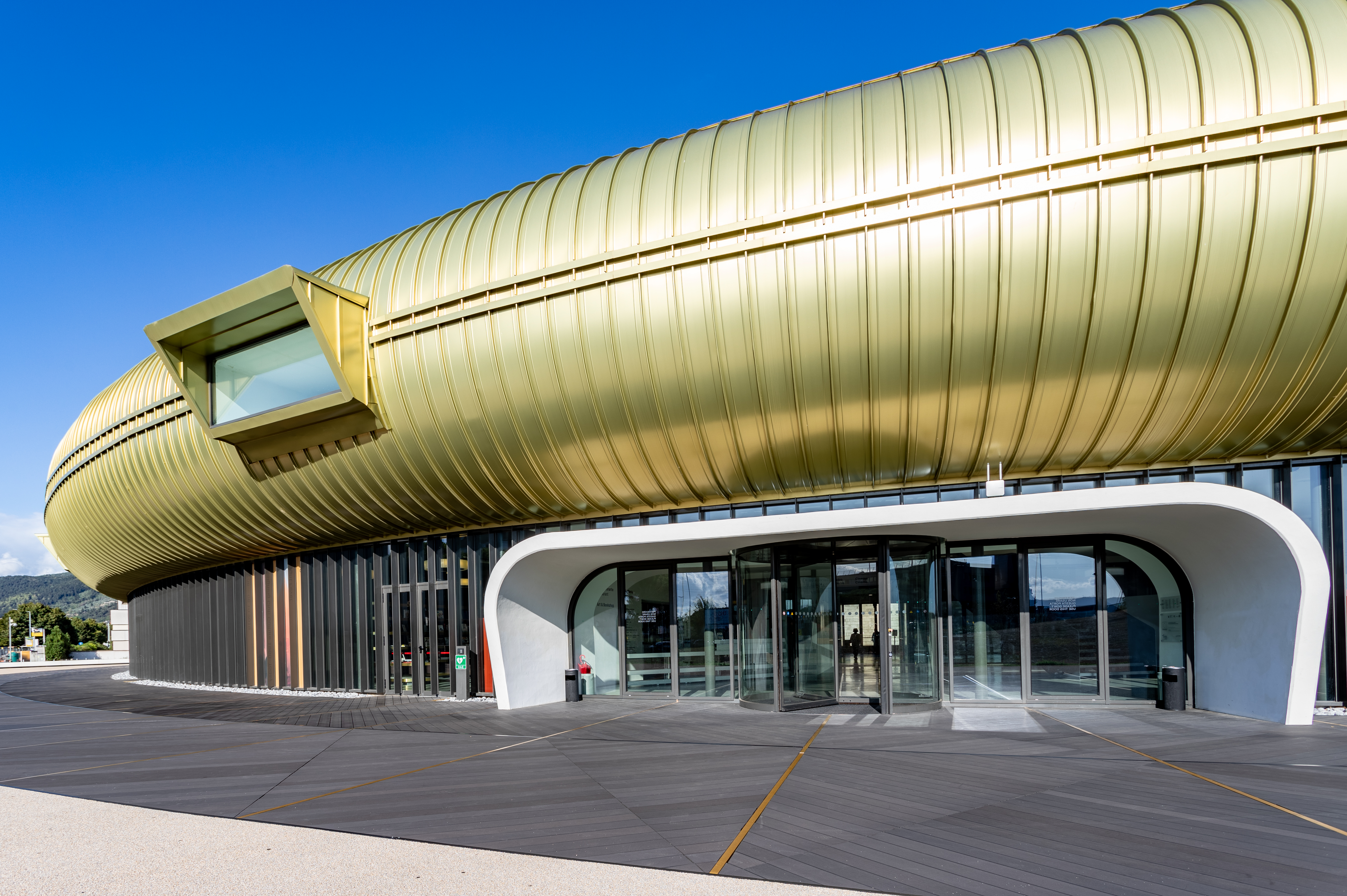
路易吉·佩奇当代艺术中心
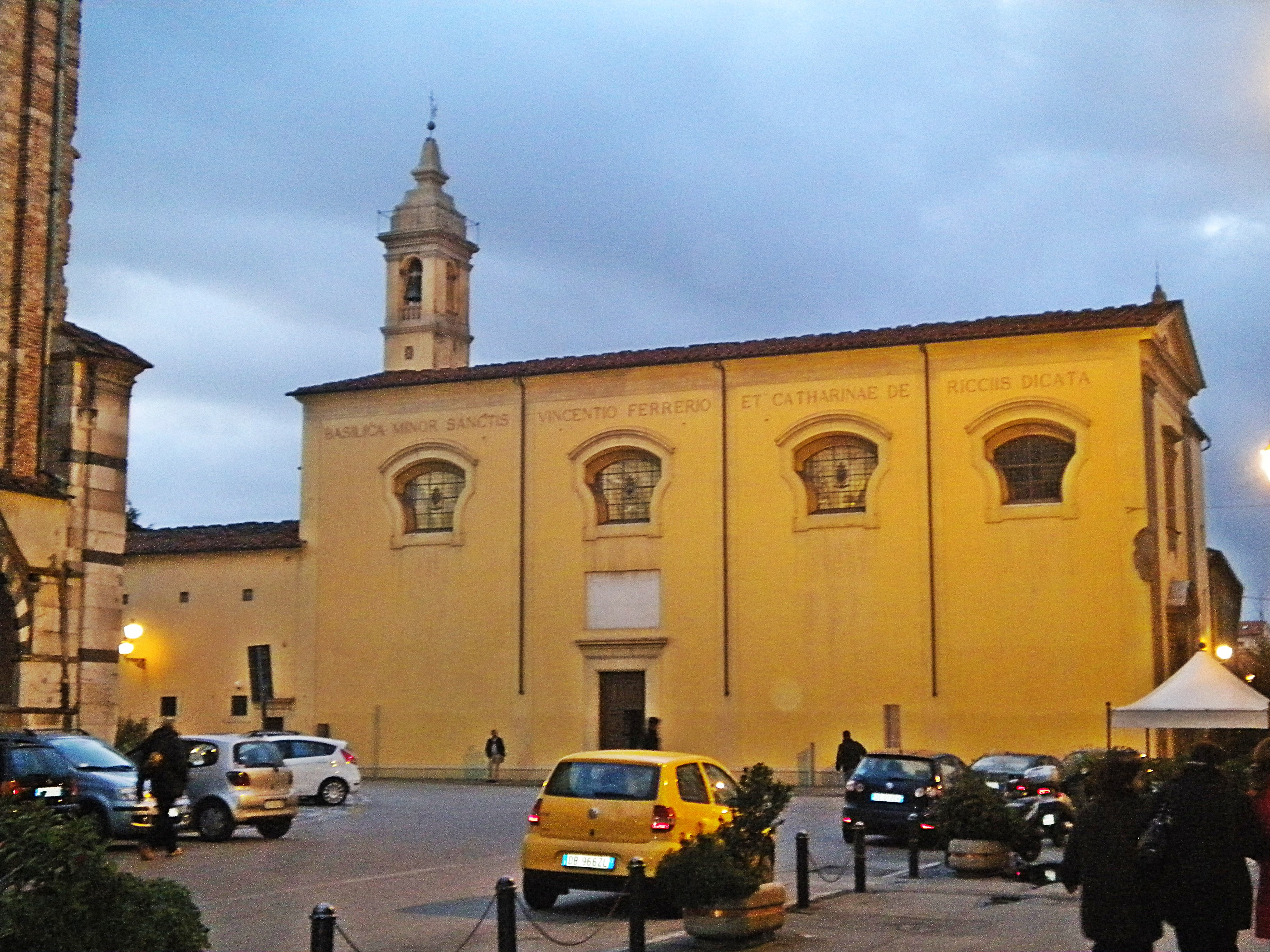
圣味增爵斐勒略圣加大肋纳利奇圣殿
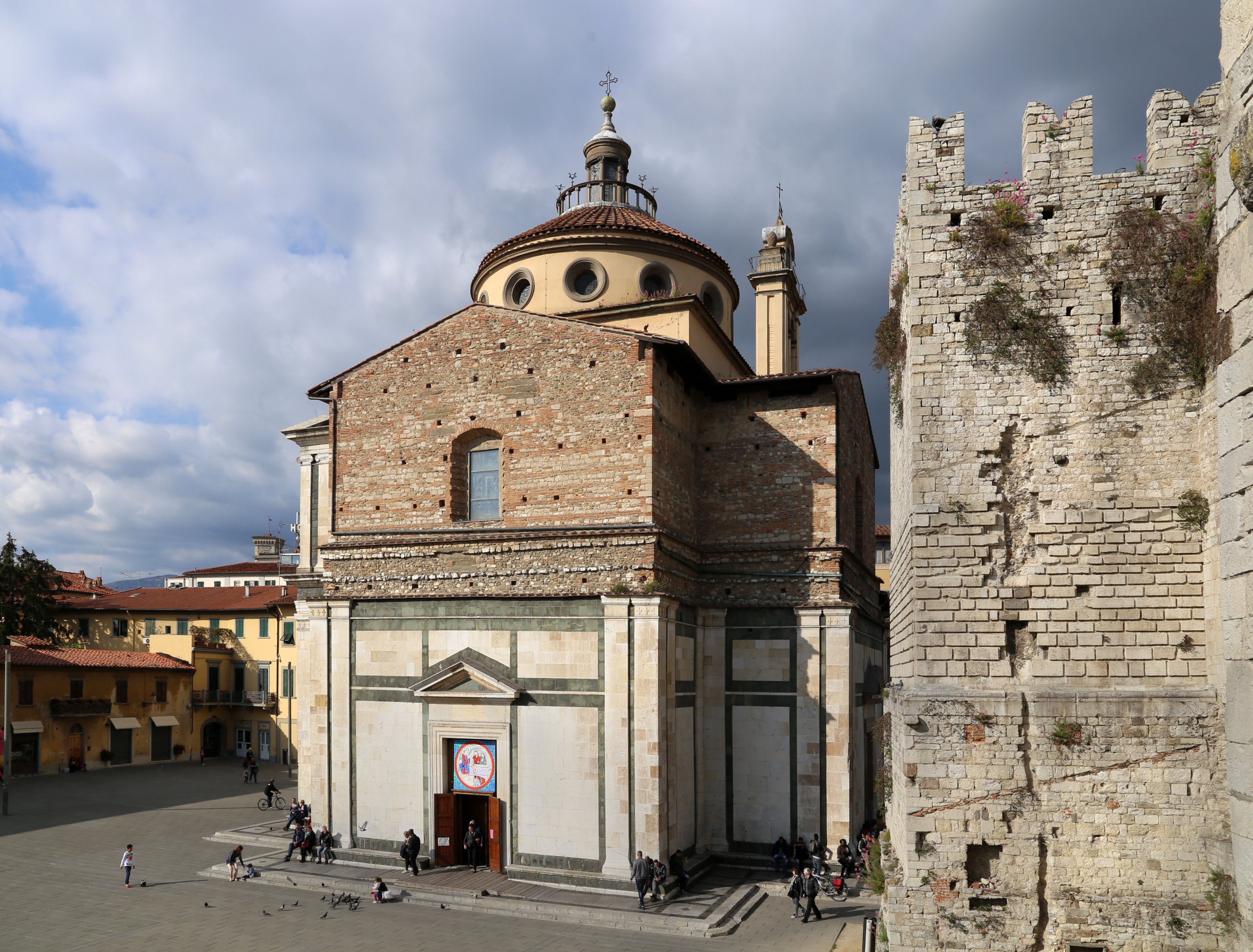
卡尔切里圣母圣殿
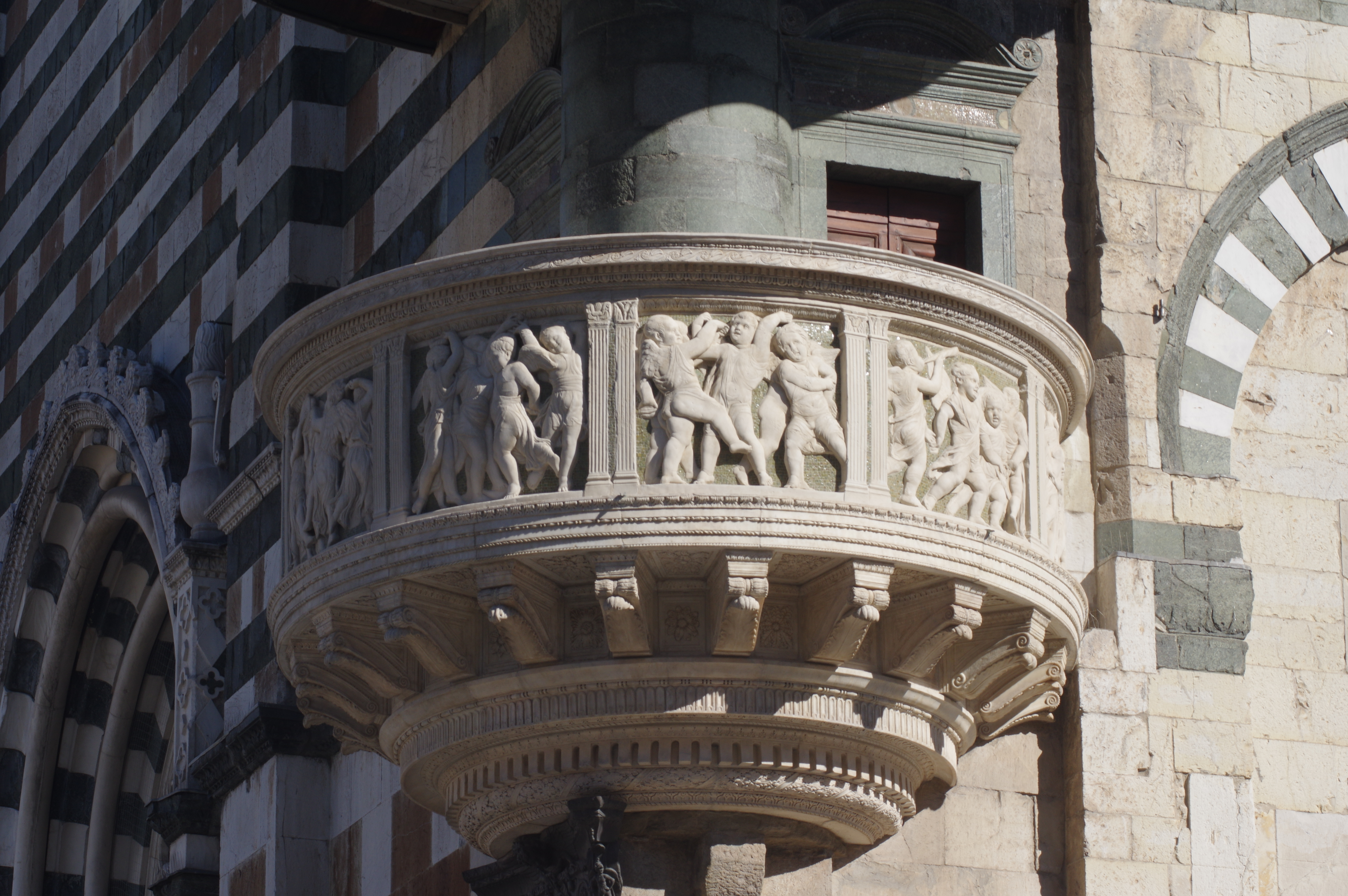
多納泰羅講壇

## 歷代人物
- 菲利皮诺·利皮：文藝復興時代畫家。
- 保罗·罗西：足球員。

## 友好城市
- 奥地利埃本塞（1987年）
- 波蘭帕比亚尼采（2001年）
- 萨拉热窝（1997年）
- 德国阿尔高地区旺根（1988年）
- 法國鲁贝（1981年）
- 辛巴威哈拉雷
- 美国阿尔伯马尔县（1977年）
- 越南南定市（1975年）
- 中国常州市（1987年）
- 中国温州市（2002年）

## 圖片

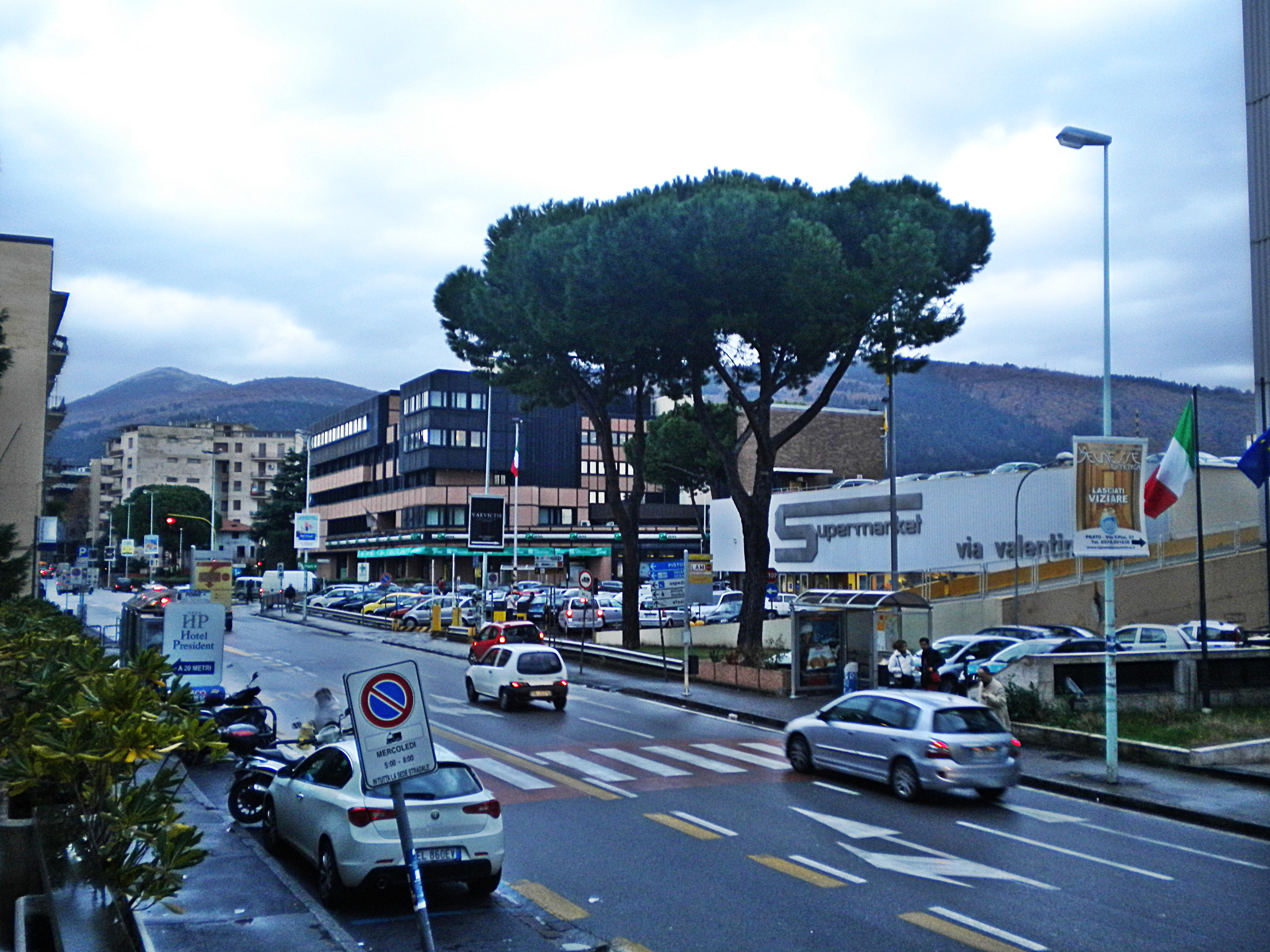
一處街景
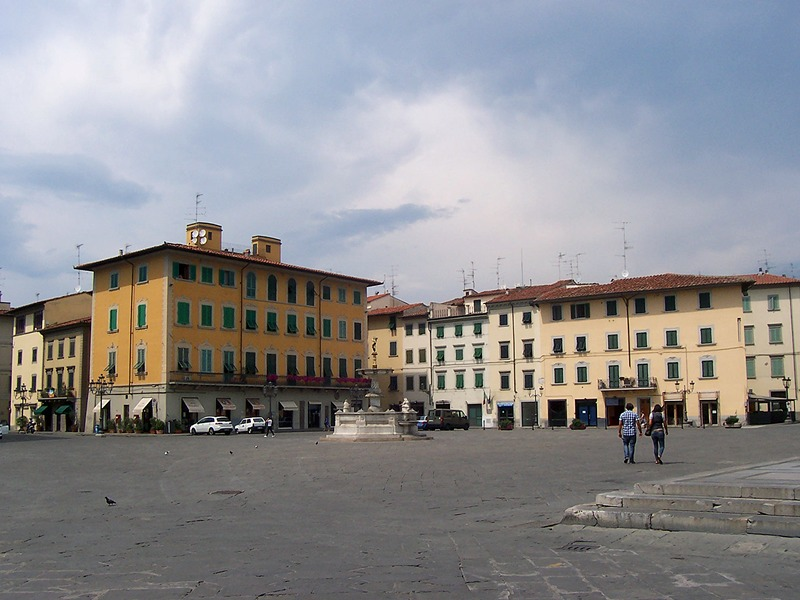
一處廣場
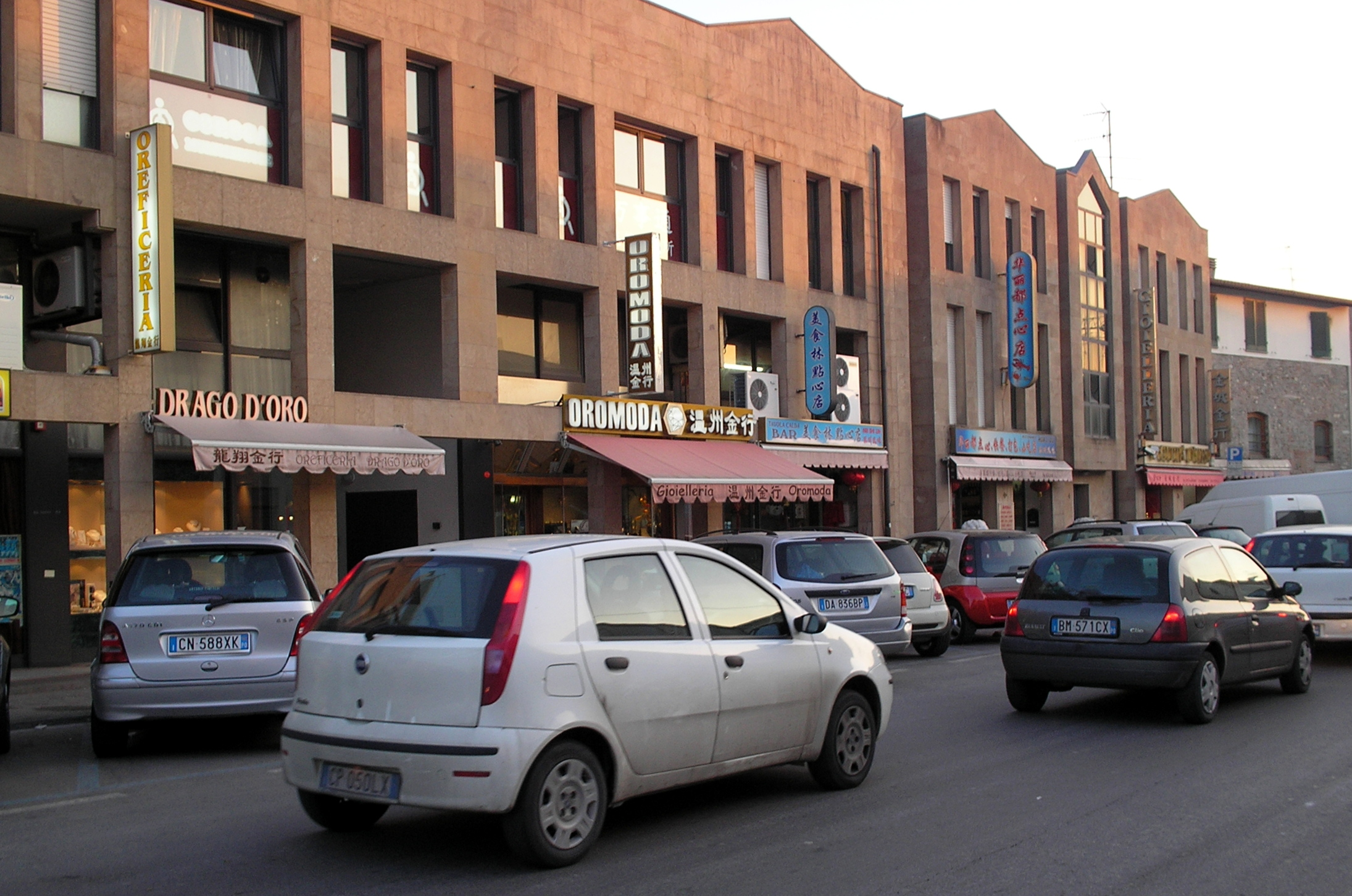
唐人街

## 外部連結
- 普拉托 （页面存档备份，存于） （意大利文）